# Evangelische Pfarrkirche Kukmirn

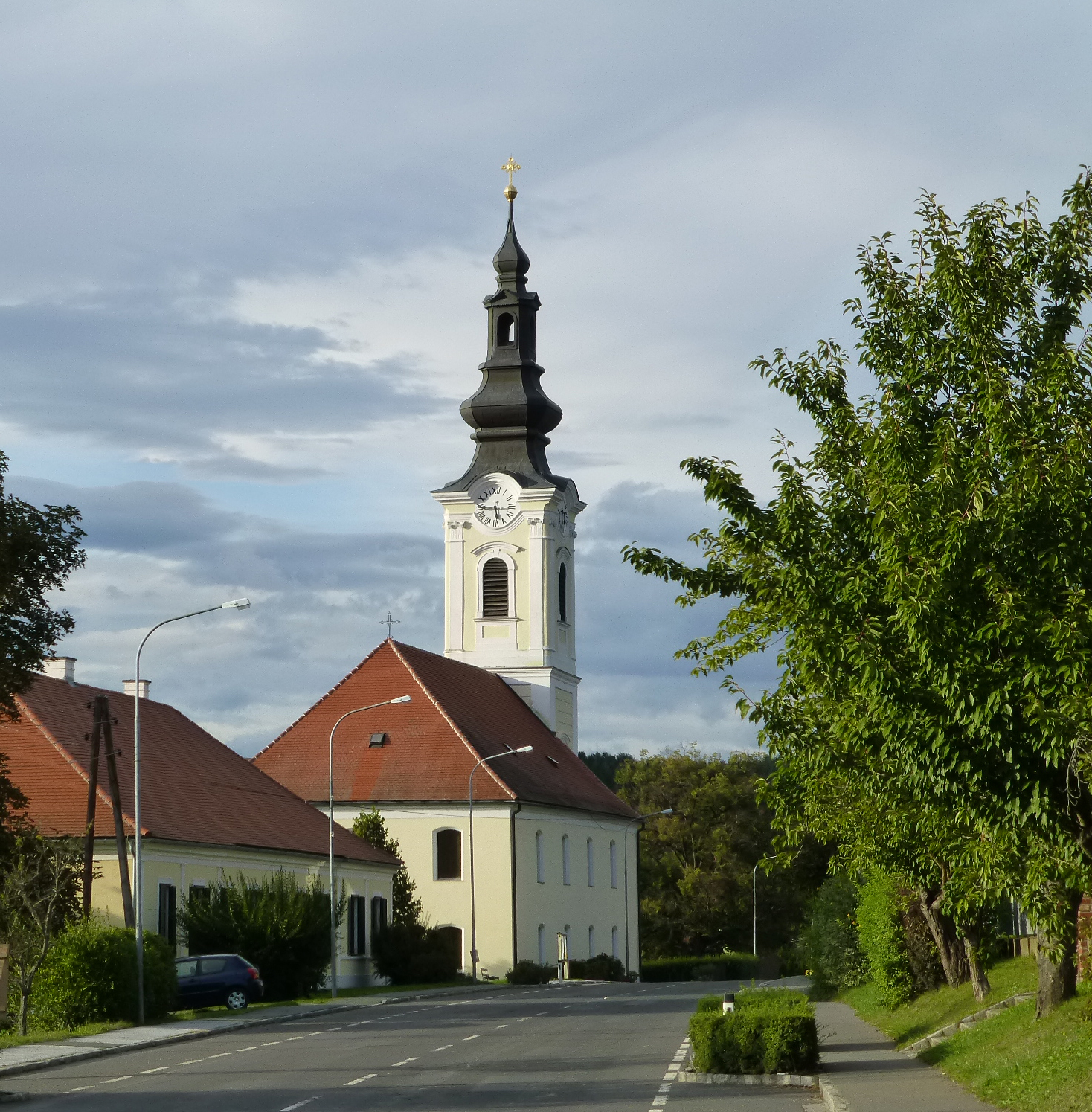
Evangelische Pfarrkirche in Kukmirn

Die evangelisch-lutherische Pfarrkirche Kukmirn steht in der Marktgemeinde Kukmirn im Bezirk Güssing im Burgenland. Die Kirche gehört zur Superintendentur A. B. Burgenland und steht unter Denkmalschutz.

## Geschichte
Im Herrschaftsgebiet der Familie Batthyány wurde im Jahre 1600 eine Evangelische Pfarrgemeinde Kukmirn urkundlich genannt. Die heutige Kirche wurde von 1784 bis 1786 als Toleranzkirche erbaut. Der Turm mit einem Zwiebelhelm wurde 1811 angebaut. Beim Turm ist eine römerzeitliche Pfeilerbasis. Die Kirche wurde von 1971 bis 1977 außen und 1975 innen restauriert.

## Architektur

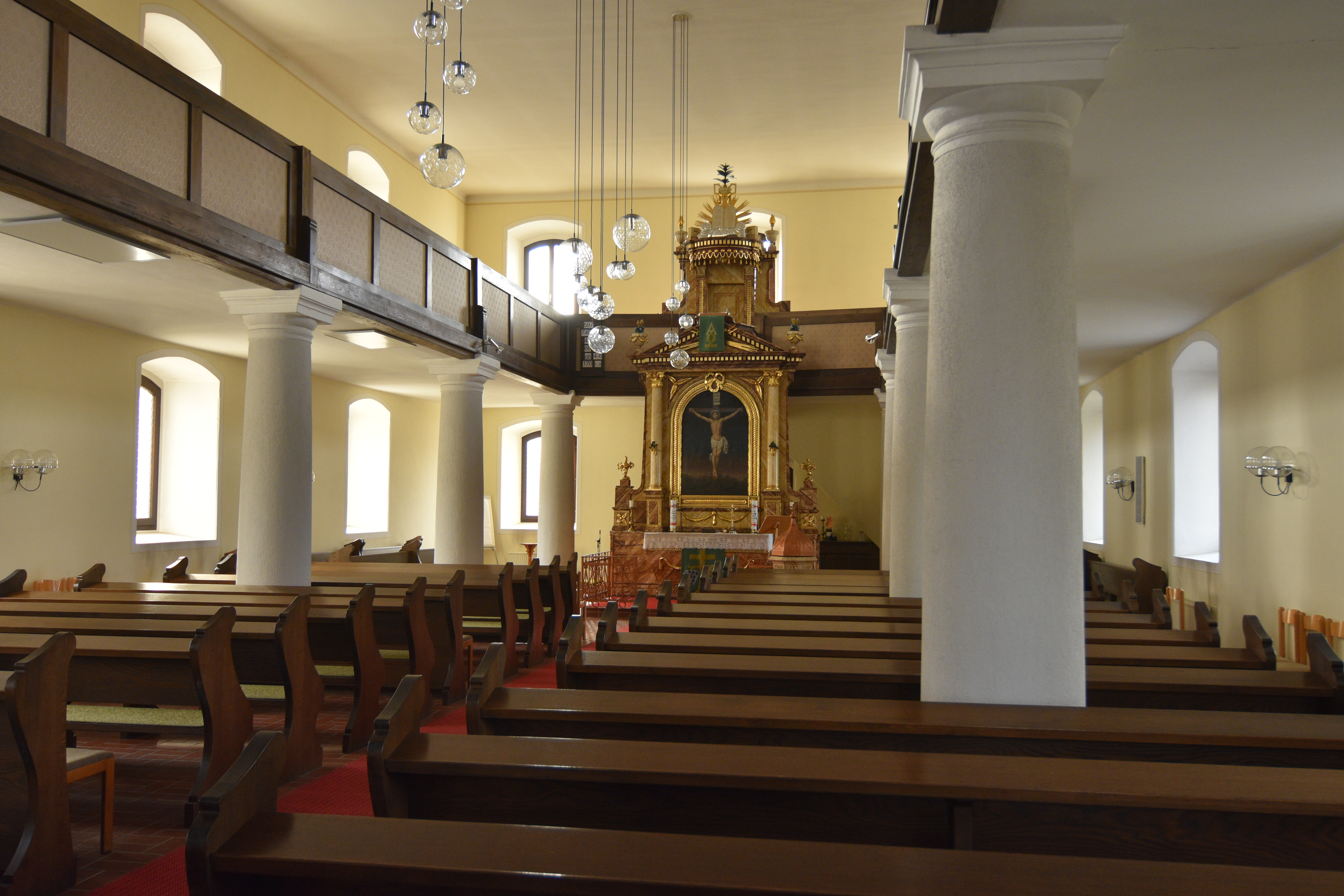
Innenraum der Kirche

Das Langhaus ohne Jochteilung hat eine umlaufende Empore auf schweren toskanischen Säulen.

## Ausstattung
Der klassizistische Kanzelaltar ist aus dem Ende des 18. Jahrhunderts und zeigt das Altarbild Kreuzigung. Das Taufbecken nennt die Jahresangabe 1867.